# David Miliband
David Wright Miliband (ur. 15 lipca 1965 w Londynie) – brytyjski polityk i politolog, członek Partii Pracy, były minister spraw zagranicznych Wielkiej Brytanii.

## Pochodzenie i rodzina
David Milliband urodził się w Londynie. Jest Brytyjczykiem żydowskiego pochodzenia. Jest starszym synem Marion Kozak i teoretyka marksizmu Ralpha Milibanda. Marion Kozak urodziła się w Częstochowie i wyemigrowała z Polski w latach 50. Dziadkowie Davida ze strony ojca mieszkali w żydowskiej dzielnicy Warszawy. Dziadek, Samuel Miliband, miał wstąpić do Armii Czerwonej w 1919 i brać udział w wojnie polsko-bolszewickiej. Samuel Miliband w 1920 wyemigrował do Belgii, gdzie urodził się ojciec Davida – Adolph. W 1940 rodzina Milibandów uciekła przed Niemcami do Londynu, gdzie ojciec Davida zmienił imię na Ralph. Młodszy o cztery lata brat Davida, Ed Miliband, również jest laburzystowskim politykiem, niegdyś liderem partii.

## Wykształcenie
Kształcił się w różnych szkołach w Londynie, Benton Park School w Leeds oraz Haverstock Comprehensive School. Następnie rozpoczął naukę w Corpus Christi College w Oksfordzie, gdzie ukończył studia licencjackie w zakresie filozofii, ekonomii i politologii, a w 1990 uzyskał magisterium z ostatniej z tych dziedzin. W latach 1989–1994 pracował w sektorze pozarządowym

## Kariera polityczna

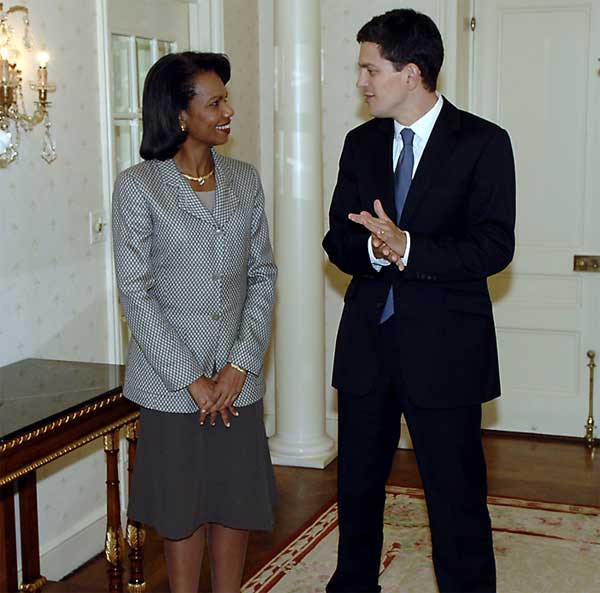
David Miliband i Condoleezza Rice

W 1994 został etatowym działaczem Partii Pracy i jednocześnie szefem zespołu doradców politycznych Tony’ego Blaira. W 2001 uzyskał mandat parlamentarny w okręgu South Shields, który do dziś reprezentuje w Izbie Gmin.
Po rocznym pobycie w tylnych ławach parlamentu (przeznaczonych dla mniej znaczących deputowanych) w 2002 został młodszym ministrem w departamencie edukacji. 15 grudnia 2004 przeszedł do Urzędu Gabinetu. Po wyborach w 2005 stał się członkiem gabinetu, formalnie bez teki, a faktycznie wyręczającym wicepremiera Johna Prescotta w doglądaniu przypisanych mu obszarów mieszkalnictwa i samorządów. Po gruntownej rekonstrukcji rządu z maja 2006, stanął na czele resortu środowiska, żywności i spraw wsi.
28 czerwca 2007 został mianowany ministrem spraw zagranicznych w rządzie premiera Gordona Browna. Był najmłodszym politykiem piastującym to stanowisko od 1977, kiedy ministrem został David Owen. Na czele Foreign Office pozostał do wyborczej porażki laburzystów w 2010.
We wrześniu 2010 ubiegał się o stanowisko lidera Partii Pracy, przegrał jednak ze swoim bratem, Edem.

## Życie prywatne
Żonaty z Louise Shackleton, wiolonczelistką Londyńskiej Orkiestry Symfonicznej. Małżonkowie nie mają własnych dzieci, ale adoptowali dwóch synów w Stanach Zjednoczonych. Jest kibicem Arsenalu Londyn, a także prezesem lokalnego klubu piłkarskiego South Shields F.C. Jest również pierwszym brytyjskim ministrem, który prowadzi internetowego bloga.